# اس‌ام‌اس مدوسا
اس‌ام‌اس مدوسا (به انگلیسی: SMS Medusa) یک کشتی بود که طول آن ۱۰۵٫۱ متر (۳۴۴٫۸ فوت) بود. این کشتی در سال ۱۹۰۰ ساخته شد.